# Schätzelberg-Grundschule
Die Schätzelberg-Grundschule ist eine Schule im Berliner Bezirk Tempelhof-Schöneberg im Ortsteil Mariendorf, nahe der Grenze zum Bezirk Neukölln.

## Geschichte
Die Schule ist 1965 eröffnet worden; ihr Schulgebäude und ihre Sporthalle, Sportgelände und Schulhof sind im selben Jahr in ein Kleingartengelände hinein erbaut worden. 2006/07 erfolgte ein zusätzlicher Mensa- und Hort-Anbau für den neu zu schaffenden Ganztagsbereich. Das gesamte Schulgelände umfasst 13.000 m².
Der Name der Schule bezieht sich auf die Schätzelberge, dem weitgehend vergessenen alten Flurnamen für die südlich des Teltowkanals zwischen Ullstein- und Eisenacher Straße verlaufende Bodenerhebung. (Der Begriff findet sich sonst nur noch, seit 1922, im Namen der benachbarten Kleingartenkolonie Schätzelberge e. V., und der seit 1935 so benannten Schätzelbergstraße auf der anderen Seite der Ullsteinstraße, an der jedoch nie die Grundschule lag.)
In den 1980er Jahren wurde die Schule aufgrund rückgehender Schülerzahlen geschlossen. Das Gebäude wurde fortan von der Musikschule Berlin-Tempelhof genutzt. 1996 kamen zusätzlich wieder externe Schulklassen der benachbarten Grundschulen Mascha-Kaléko-Grundschule (bis 7. Juni 2018 nach Ludwig Heck benannt) und Carl-Sonnenschein-Grundschule hinzu.
Im August 1997 wurde die Schätzelberg-Grundschule am selben Standort als Grundschule mit musikbetontem Zug, die musikalische Tradition des Standorts fortsetzend, wieder eröffnet; dabei kam ein größerer Teil der Schüler- und Lehrerschaft aus der benachbarten, unter Raummangel leidenden Ludwig-Heck-Grundschule. In Ausweitung der Musikbetonung begann 2005 eine Zusammenarbeit mit der Landesmusikakademie Berlin in der Ausbildung von Streicherlehrern.
Bei der ehemaligen CDU-Politikerin Jutta Kaddatz handelt es sich um eine frühere Leiterin der Schätzelberg-Grundschule.

## Schulform
Die Schätzelberg-Grundschule ist eine offene Ganztagsgrundschule mit Musikbetonung. Über die Betreuungszeit der Verlässlichen Halbtagsgrundschule (VHG) von 7.30 bis 13.30 Uhr hinaus kann eine ergänzende Förderung und Betreuung (Hort) von 6.00 Uhr bis 18.00 Uhr in Anspruch genommen werden. Unterrichtet wird nach dem 40-Minuten-Modell.
Die Schule ist dreizügig. Heute besuchen etwa 320 Schülerinnen und Schüler die Schule.
Die Schule ist offen für Kinder des gesamten Bezirks und auch für Schüler anderer Bezirke.

## Musikbetonung
Seit 1997 wird in der Schule ein besonderer musikalischer Schwerpunkt gelegt. Diese Musikbetonung umfasst über den Klassenmusikunterricht hinaus zusätzliche Schulstunden, in denen Instrumentalunterricht in Kleingruppen erteilt wird und Ensemblespiel der Kinder stattfindet. Die Musikinstrumente werden den Schülern bei Bedarf gegen eine geringe Gebühr leihweise zur Verfügung gestellt.
Damit wird jedem Kind der Schule die Möglichkeit eröffnet, im Klassenverband bzw. im Kreise der Schulfreunde ein Musikinstrument zu erlernen und gemeinsam zu musizieren.
Diese Form des zusätzlichen Instrumentalunterrichts wird berlinweit seit 1975 an insgesamt 15 Berliner Grundschulen durchgeführt; die entsprechende Fördermaßnahme des Berliner Senats wurde 2008 dauerhaft zugesichert. Die Einrichtung der Musikbetonung basiert auf der Erkenntnis, dass Musikausübung nachweislich fördernden Einfluss auf die allgemeine Entwicklung eines Kindes hat: Kinder, die sich musikalisch betätigen, schulen ihre Kreativität, trainieren ihre Konzentration und fördern allgemein ihr Leistungsvermögen. Außerdem fördert gemeinsames Musizieren das soziale Klima und die soziale Integrationsbereitschaft.
An der Schätzelberg-Grundschule können folgende Instrumente erlernt werden:
- Geige (Streicherklasse)
- Bratsche (Streicherklasse)
- Cello (Streicherklasse)
- Gitarre
- Blockflöte
- Querflöte
- Keyboard
- Percussion/Schlagzeug

Ensembles: Chor (Kl. 4,5 und 6), Chörchen (Kl. 2 und 3), Streicher (Kl. 2), Streicher (Kl. 3), Streicher (Kl. 4), Orchester (Kl. 4, 5 und 6), Blockflöten, Gitarren, Mix, Perkussion, Blockflöte, Ensemble „Mix“ (Orff’sche Instrumente) und Keyboard
Mit der musikalischen Früherziehung wird bereits in der 1. Klasse begonnen (Singen-Spielen-Tanzen). Zu Beginn der 2. Klasse besteht die Möglichkeit, in einer „Schnupperphase“ mehrere Instrumente kennenzulernen, bevor das Erlernen eines Instruments nach Wahl beginnt.
Die Schätzelberg-Grundschule führt stetig eigene Musikaufführungen durch und nimmt regelmäßig an weiteren Musikveranstaltungen teil:
- Teilnahme am jährlichen Konzert der musikbetonten Berliner Schulen in der Philharmonie
- Teilnahme am Konzert Tempelhofer Schulen in der Rundkirche in Neu-Tempelhof
- Teilnahme am Schulspektakel im Bezirk Tempelhof-Schöneberg
- Weihnachtskonzert der Schätzelberg-Grundschule
- Theateraufführung zum Schuljahresende
- Mitgestaltung der Einschulungsfeiern
- Concerto Piccolo
- Musikalische Projekte im Rahmen der jährlichen Projektwoche der Schätzelberg-Grundschule

Am 11. Dezember 2007 nahmen die Schüler an einem Konzert in der Komischen Oper teil, als Beispiel der musikalischen Förderung der Berliner Schulen im Rahmen einer Eltern-Lehrer-Initiative zur Erhaltung der Musikbetonung in Berlin. Alle musikbetonten Schulen Berlins beteiligten sich mit etwa 1200 Kindern, Eltern und Lehrern.

## Arbeitsgemeinschaften
Die Schule bietet weiterhin freiwillige Arbeitsgemeinschaften:
- Theater-AG
- Akrobatik
- Fußball
- Selbstbehauptung / -verteidigung für Mädchen
- Volleyball
- Mathematische Knobeleien

## Förderverein
Der Förderverein der Schätzelberg-Grundschule e. V. fördert schulische Feiern und Projekte, finanziert Spielgeräte, Unterrichtsmaterialien und andere Ausstattungsgegenstände und gewährt Zuschüsse für Klassenfahrten. Insbesondere finanziert er die Anschaffung und Reparatur von Musikinstrumenten für die Musikbetonung. Der Förderverein wurde 1997 gegründet.